# El Mejorito

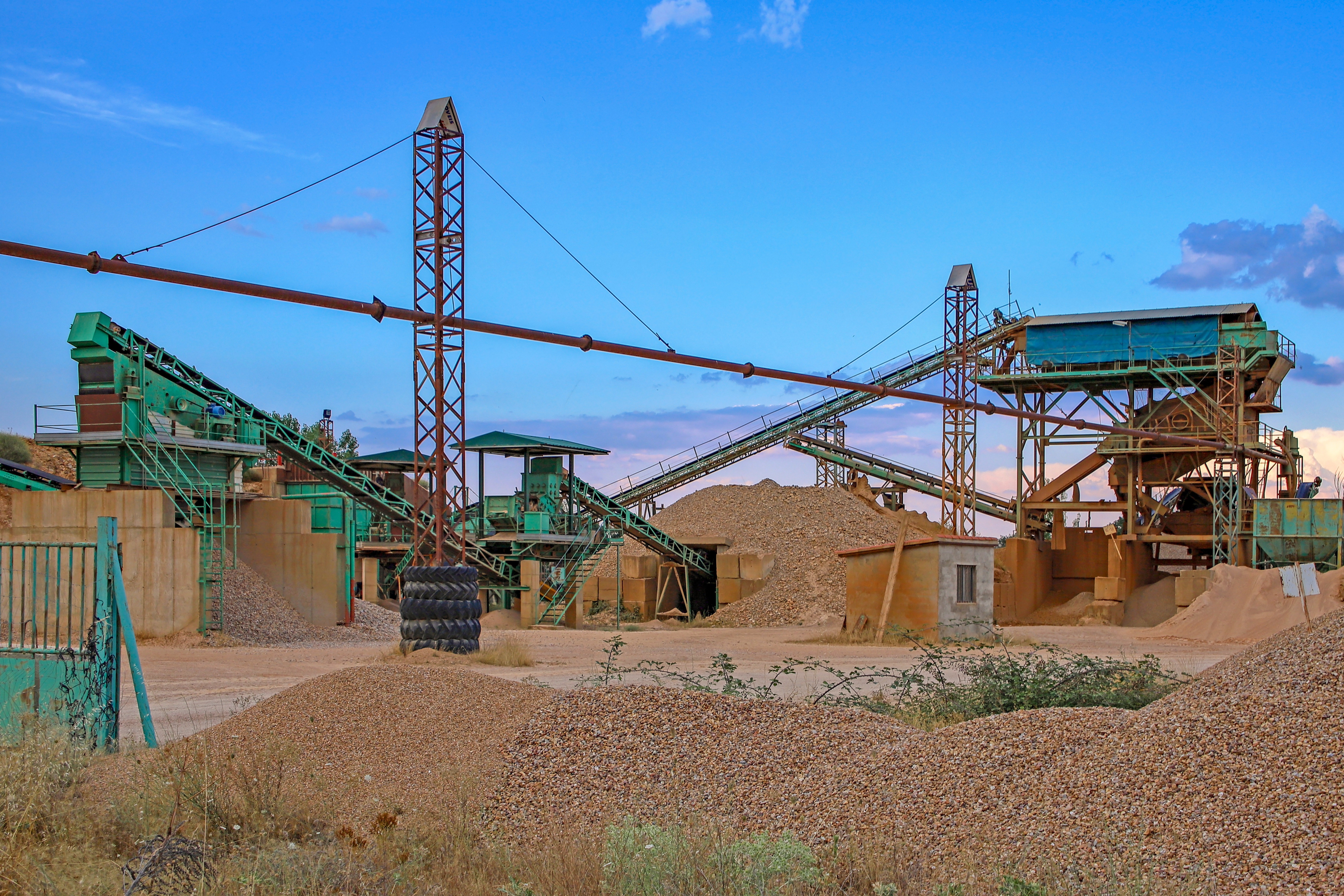
Hormigones Santos

El Mejorito es un diseminado del municipio de Alba de Yeltes, en la comarca del Campo de Yeltes, provincia de Salamanca, España. 

## Demografía
En 2017 El Mejorito contaba con una población de 6 habitantes, de los cuales 4 eran hombres y 2 mujeres. 
(INE 2017).
| Gráfica de evolución demográfica de El Mejorito entre 2000 y 2017                        |
|                                                                                          |
| Fuente: Instituto Nacional de Estadística de España - Elaboración gráfica por Wikipedia. |